# Karina Szybała
Karina Szybała, po mężu Michałek (ur. 25 czerwca 1993 w Bydgoszczy) – polska koszykarka występująca na pozycjach rzucającej lub niskiej skrzydłowej, obecnie zawodniczka KS Basketu 25 Ekstraklasa Sp. z o.o. Bydgoszcz.
26 lipca 2017 dołączyła do Ślęzy Wrocław. 7 czerwca 2019 została zawodniczką Artego Bydgoszcz.

## Osiągnięcia
Stan na 22 lutego 2024, na podstawie, o ile nie zaznaczono inaczej.

### Drużynowe
Seniorek
- Wicemistrzyni Polski (2015, 2016, 2020)
- Brązowa medalistka mistrzostw Polski (2013, 2014, 2018)
- Finalistka Superpucharu Polski (2020)[5]
- Zwyciężczyni turnieju w Trutnovie (2017)[6]

Młodzieżowe
- Mistrzyni Polski juniorek (2011)[7]

### Indywidualne
- Zaliczona do I składu:
  - kolejki OBLK (5 – 2023/2024)[8]
  - mistrzostw Polski :
    - juniorek (2011)[7]
    - juniorek starszych U–22 (2015)
- Liderka EBLK w skuteczności rzutów za 3 (2020)

### Reprezentacja
- Uczestniczka mistrzostw Europy:
  - U–20 (2013 – 12. miejsce)
  - U–18 (2011 – 6. miejsce)